# 延慶州
延慶州（えんけいしゅう）は、中国にかつて存在した州。明代から民国初年にかけて、現在の北京市延慶区一帯に設置された。

## 概要
1316年（延祐3年）、元により徳興府縉山県に竜慶州が置かれた。竜慶州は大都路に属し、懐来県1県を管轄した。
1370年（洪武3年）、明により竜慶州は廃止された。1402年（建文4年）、隆慶衛が置かれた。1414年（永楽12年）、隆慶衛に隆慶州が置かれた。1420年（永楽18年）、隆慶州は直隷州に昇格した。1567年（隆慶元年）、隆慶直隷州は延慶直隷州と改称された。延慶直隷州は北直隷に属し、永寧県1県を管轄した。
清のとき、延慶州は宣化府に属し、属県を持たない散州となった。
1912年、中華民国により延慶州は廃止され、延慶県と改められた。